# Parque estatal de Grao Mogol
El parque estatal de Grao Mogol es un parque que fue creado en Grão Mogol en el estado de Minas Gerais Brasil en 1998 con el Decreto N ° 39.906 y 45.243 / 2009 con una extensión de 28.404,4870 ha.

## Descripción
El Parque Estadual de Grao Mogol se encuentra, en su mayor medida, en la región conocida por el Parque nacional de la Sierra de Bocaina. Está formado por el valle del río Bosque y otros ríos más pequeños. El relieve es predominantemente montañoso, cortado por grandes mesetas como la Chapada Grove, que llega a cinco mil metros, la Chapada do Bosquinho y Chapada do Cardoso.
La vegetación de la zona es rastrera y pequeña, típicas de las alturas. En las mesetas predominan el cerrado con sus variaciones,  representado por los árboles como pequizeiro, la basura y la tierra palo, entre otros, y la sabana de arbustos con la presencia de especies como bromelias y cactus.
Los campos de árboles de hoja perenne y valles fluviales en Grove y Gale, son notables en la zona. La composición de la flora de esta región es peculiar, con numerosas apariciones de poblaciones restringidas a ese entorno. Especialmente lanzaderas ema, de gran importancia ecológica. También hay algunas formaciones aisladas en los caminos con una presencia discreta de Buritis.
En la fauna se han considerado algunas especies en peligro de extinción como el lobo de crin, el puma, el ocelote, el oso hormiguero gigante, oso hormiguero de chaleco, el armadillo canasta, mono tití, nutria, entre otros.
El parque de estado Mogol está situado en la cuenca del río Jequitinhonha. Los ríos, que cortan toda la zona del parque, son perennes, a pesar de estar en una región extremadamente seca. De ahí la importancia de preservar esta área, para asegurar la vitalidad de sus recursos hídricos y sus numerosos manantiales que alimentan a otras cuencas principales.